# Heinrich von Morungen

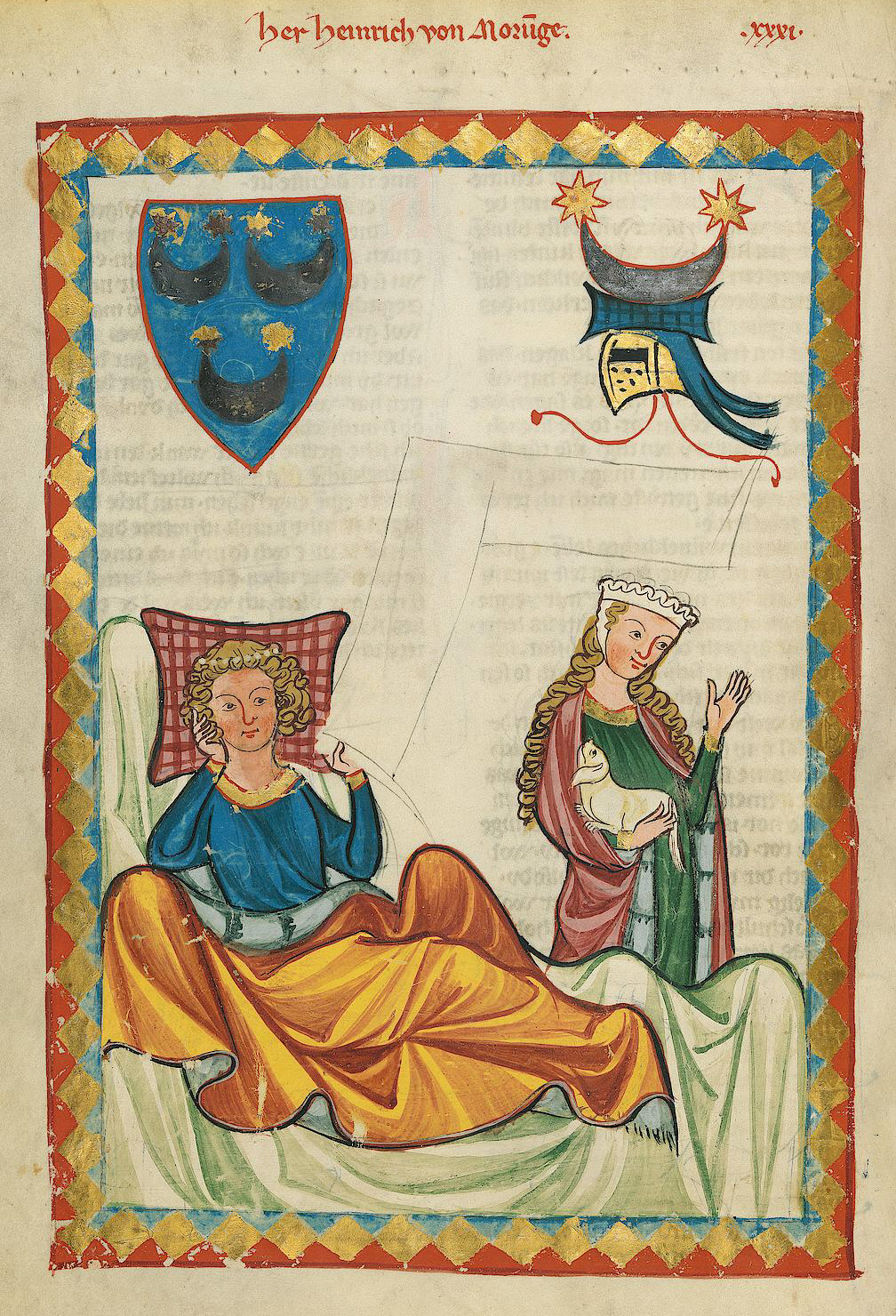
Herr Heinrich von Morungen

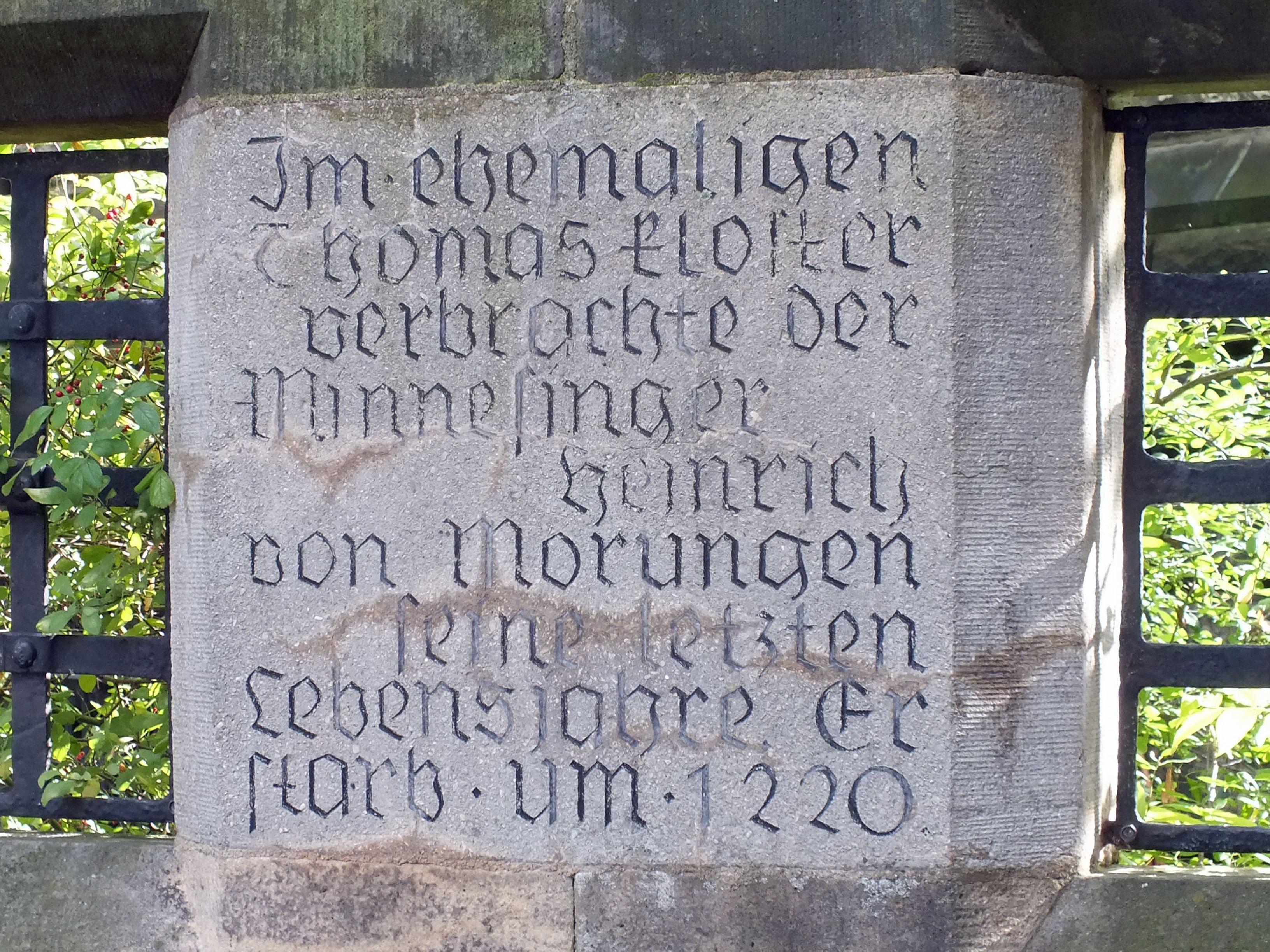
Erinnerungsstein an der Umfriedung der Thomaskirche in Leipzig (2016)

Heinrich von Morungen († nach dem 17. August 1218 in Leipzig) war ein bedeutender Minnesänger. Er wirkte im Raum Ostmitteldeutschland und wird dem klassischen Minnesang zugeordnet.

## Leben
Aus seinen Liedern lässt sich kaum etwas über seine Lebensumstände erschließen. Jedoch kann durch sie auf die Lebenszeit des Dichters (12./13. Jahrhundert) sowie auf Ostmitteldeutschland als dessen Lebens- und Wirkungsraum geschlossen werden. Konkreter wird ihm nach aktuellem Forschungsstand der Stadtteil Morungen, der in der Stadt Sangerhausen in Sachsen-Anhalt liegt, zugeordnet. Die These, dass der Sänger aus dem thüringischen Morungen stammt, wird durch das im Codex Manesse (Handschrift C) überlieferte Wappen untermauert: „Der Schild hat in Blau drei liegende silberne Halbmonde, an den Spitzen überhöht von goldenen Sternen.“
Während der Vorname des Minnesängers in der Kleinen Heidelberger Liederhandschrift (A) mit Der. von. Morunge und in der Weingartner Liederhandschrift (B) durch H. H von Morungen in abgekürzter Form wiedergegeben wird, scheint er im Codex Manesse durch Her Heinrich von Morunge vollständig auf.
Es sind zwei Namensträger Morungens belegt, die mit diesem höchstwahrscheinlich identisch sind. Ein Henricus de Morungen miles emeritus konnte 1874 von Fedor Bech anhand einer Urkunde identifiziert werden. Als miles emeritus bezog er für „hohe persönliche Verdienste“ (alta suae vitae merita) eine Pension seines Gönners, des Markgrafen von Meißen, Dietrich der Bedrängte, die er 1213 dem Leipziger Thomaskloster überschreiben ließ. 1217 trat er dann in selbiges ein. Dieser Henricus stammte vermutlich von der Burg Altmorungen bei Sangerhausen, von welcher er offenbar seinen Namen ableitete. Es gilt als nicht gesichert, ob er der Reichsministerialität zugehörig war, Dietrich von Meißen Dienste leistete oder am nahegelegenen thüringischen Landgrafenhof beschäftigt war. In einer in Leipzig erteilten Verzichtserklärung des Henricus des Hallo ist ein Henricus de Morungen am 17. August 1218 als Zeuge angeführt. Es handelte sich dabei um eine Güterübertragung des Dietrichs von Meißen an das Kloster Altzella, das von seinem Vater Otto von Meißen gegründet wurde.
Es existieren keine zeitgenössischen Nennungen Morungens, jedoch wird Ende des 13. Jahrhunderts im Renner des Hugo von Trimberg ein von Môrungen bezeugt. Etwa um die gleiche Zeit ist bei Seifrid Helbling ein Môrungaer als Dichter eines Tagelieds vermerkt. Im 15. Jahrhundert scheint der Dichter im Losbuch Konrad Bollstatters auf und im 16. Jahrhundert wird dieser in der Zimmerischen Chronik genannt. Darüber hinaus wird der Sänger von keinem außer sich selbst zitiert. Dennoch ist anzunehmen, dass er auf Dichter wie Walther von der Vogelweide und Neidhart von Reuental einen maßgeblichen Einfluss ausübte.
Das festgelegte Sterbejahr (1222) Morungens geht auf Hermann Menhardt zurück und gilt in der Forschungsliteratur als äußerst umstritten. Man setzt deshalb den Tod des Sängers ab dem 17. August 1218 an. Als ebenso umstritten gilt die angeblich angetretene Indienfahrt des Sängers. Das Spätmittelalter kannte eine Ballade vom Edlen Moringer, die den Stoff von der Heimkehr des verschollen geglaubten Ehemanns auf Heinrich von Morungen überträgt. Für solch eine Indienreise lassen sich jedoch keine Indizien in den Dokumenten oder Liedern Heinrichs aufspüren.

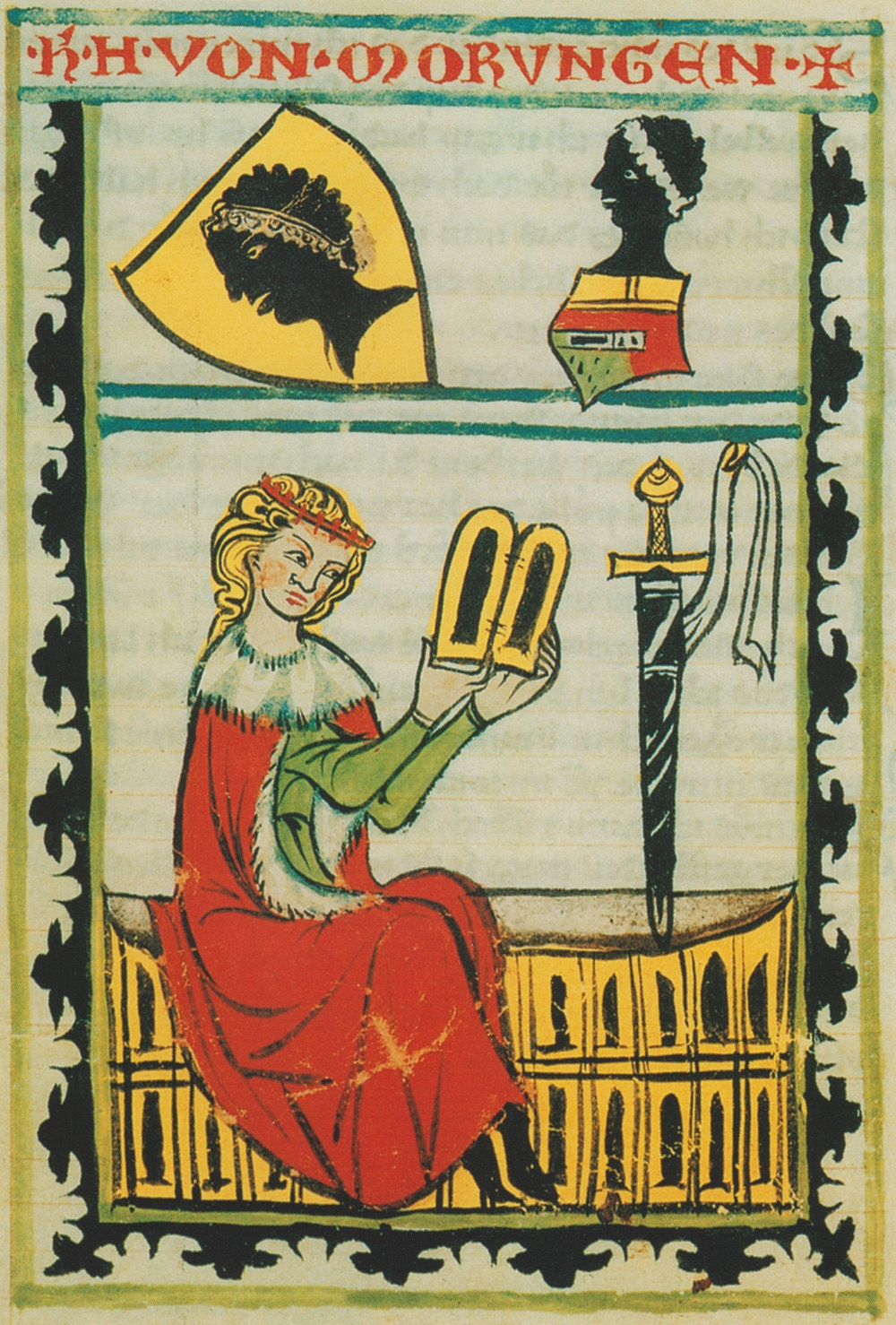
Heinrich von Morungen in der Weingartner Liederhandschrift aus der ersten Hälfte des 14. Jahrhunderts.

## Werk

### Überlieferungen
Von Heinrich sind 35 Minnelieder mit 115 Strophen überliefert, davon allein 104 Strophen in der großen Sammlung des Codex Manesse (Handschrift C). 28 Strophen sind in der Weingartner Liederhandschrift (B) (3 davon unter dem Namen Dietmar von Aist) und 26 in der Kleinen Heidelberger Liederhandschrift (A) enthalten. Letztere beinhaltet außerdem nur eine einzelne Strophe, die nicht auch in B oder C festgehalten wird. Weitere Strophen sind auch in Ca, dem sog. "Troßschen Fragment" (einer Abschrift vom Codex Manesse (C)) dokumentiert.
Neben einem Werbungslied (XX), einer Liebesversicherung (VIII), zwei Preisliedern (I, XXIV), einem Freudenlied (IV), zwei Wechseln (X, XXVIII) und einem Tagelied (XXX) sind vorwiegend Minneklagen tradiert. Das Lied XXIII ist bezüglich seiner Typologie nicht eindeutig zuzuordnen.
Übersetzungen des Œuvres Heinrichs von Morungen ins Neuhochdeutsche liegen unter anderem von Carl von Kraus (1950), Helmut Tervooren (1976) und aktueller von Ingrid Kasten (1995) vor.
Die Melodien zu den Liedern sind nicht überliefert, allerdings konnten Liedtexte über die Kontrafaktur auf eine bereits vorhandene Melodie abgefasst worden sein.

### Lyrisches Werk
Heinrich von Morungen wird zum klassischen Minnesang gezählt, der sich vor allem durch die Konzeption der Hohen Minne auszeichnet.
Er erzielt seine Wirkung nicht über komplexe Ausformulierungen von Empfindungen, sondern über den bildersprachlichen Transport elementarer Gedanken. Besonders das Bildfeld des Glanzes (Sonne, Mond, Abendstern, Gold, Edelstein, Spiegel) setzt er oft zur vergleichenden Beschreibung der gepriesenen Dame ein. Im Unterschied zu allen anderen Sängern zeigt sich Morungen von der Minne derart bezwungen, dass aktive Bemühungen um die Dame zurückgestellt werden.
Ein wesentliches Thema im Werk des Heinrich von Morungen ist die Dämonie der Minne; die Minne wird teils als magische, als krankmachende, ja sogar als tödliche Macht, aber auch als religiöses und mystisches Erlebnis erfahren.
In Form und Inhalt sind die Gedichte von der provenzalischen Trobadordichtung beeinflusst (daktylische Rhythmen, häufige Durchreimung). Es werden auch inhaltliche Motive von dort übernommen, so z. B. das sonst im dt. Minnesang eher selten vorkommende Motiv der Aufkündigung des Minnedienstes (Lied XXVII, L141,37: Sî hât mich verwunt). Zudem zeichnen sich Anklänge an die kirchlich-lateinische Hymnenpoesie und den donauländischen Minnesang anhand des Wechsels ab. Besonders erwähnenswert sind die Wurzeln, die in der klassisch-antiken Literatur (Ovid) zu finden sind (z. B. ein Hinweis auf die mythologische Figur des Narcissus, u. a. bekannt aus Ovids Metamorphosen, in Lied XXXII, L145,1: Mir ist geschehen als einem kindelîne). Dieses sogenannte Narzisslied gilt in aktuellen Forschungskreisen als äußerst umstritten und lässt eine Vielzahl an Interpretationsmöglichkeiten zu. Walter Haug ist dabei der Ansicht, dass die in der Hohen Minne hochstilisierte, vollkommene Frau nicht mehr verehrt wird. An ihre Stelle tritt eine reale, sterbliche Frau, deren körperliches Erscheinungsbild durch das verletzte mündelin lädiert ist. Haug bringt dabei einen Vanitas-Gedanken ins Spiel, wobei sich das lyrische Sänger-Ich über die Vergänglichkeit der Liebe bewusst ist. Im Vergleich zu anderen bedeutenden Narziss-Adaptationen (darunter das Lerchenlied Bernards von Ventadorn und eine Strophe von Burkart von Hohenfels) gilt die Fassung Morungens als diejenige, die sich am treuesten an Ovid anlehnt.
Eine Neuschöpfung Heinrichs ist der Tagelied-Wechsel (Lied XXX, L143,22: Owê, – sol aber mir iemer mê S. 1).

## Textbeispiel
Mir ist geschehen als einem kindelîne,

daz sîn schoenez bilde in einem glase gesach

unde greif dar nâch sîn selbes schîne

sô vil, biz daz ez den spiegel gar zerbrach.

Dô wart al sîn wunne ein leitlich ungemach.

alsô dâhte ich iemer vrô ze sîne,

dô ich gesach die lieben vrouwen mîne,

von der mir bî liebe leides vil geschach.

Minne, diu der werelde ir vröude mêret,

seht, diu brâhte in troumes wîs die vrouwen mîn,

dâ mîn lîp an slâfen was gekêret

und ersach sich an der besten wunne sîn.

Dô sach ich ir liehten tugende, ir werden schîn,

schoen unde ouch vür alle wîp gehêret,

niuwen daz ein lützel was versêret

ir vil vröuden rîchez rôtez mündelîn.

Grôz angest hân ich des gewunnen,

daz verblîchen süle ir mündelîn sô rôt.

des hân ich nu niuwer klage begunnen,

sît mîn herze sich ze sülher swaere bôt,

Daz ich durch mîn ouge schouwe sülhe nôt

sam ein kint, daz wîsheit unversunnen

sînen schaten ersach in einem brunnen

und den minnen muoz unz an sînen tôt.

Hôher wîp von tugenden und von sinnen

die enkan der himel niender ummevân

sô die guoten, die ich vor ungewinne

vremden muoz und immer doch an ir bestân.

Owê leider, jô wânde ichs ein ende hân

ir vil wunnenclîchen werden minne.

nû bin ich vil kûme an dem beginne.

des ist hin mîn wunne und ouch mîn gerender wân.
Mir ist geschehen wie einem kleinen Kind

das sein schönes Bild in einem Spiegel sah

und nach seinem Abbild griff,

so oft, bis es den Spiegel ganz zerbrach.

Da wurde aus all seiner Freude schmerzliches Leid.

Genauso hoffte ich immer froh zu sein,

als ich die Herrin meiner Liebe sah,

von der ich neben Freude auch viel Leid erfahren habe.

Die Liebe, die die Welt an Freude reicher macht,

seht, die brachte mir meine Geliebte im Traum,

als ich im Schlaf lag,

so daß ich mich an meinem höchsten Glück satt sehen konnte.

Da sah ich ihre strahlende Vollkommenheit, ihren herrlichen Glanz,

schön und edler als alle anderen Frauen,

nur daß ein wenig verletzt war

ihr entzückender, roter kleiner Mund.

Große Angst hat mich deshalb ergriffen,

daß ihr kleiner roter Mund erblassen könnte.

Deshalb habe ich nun mit neuen Klagen begonnen,

weil mein Herz in solche Betrübnis fiel,

als ich mit eignen Augen dieses Unglück sehen mußte,

so wie jenes Kind, das – noch ganz unerfahren –

sein Abbild in einer Quelle sah

und es lieben muß bis zu seinem Tod.

Eine Frau, reicher an Vollkommenheit und Geist,

kann es unter dem Himmel niemals geben

als die Gute, der ich zu meinem Leid

fernbleiben muß und der ich doch treu bleibe.

Ach und Weh, ich hoffte zum Ziel,

zu ihrer beglückend kostbaren Liebe zu kommen.

Nun stehe ich kaum am Anfang.

Zunichte ist meine Freude und auch meine sehnsüchtige, hoffnungslose Hoffnung.

### Textausgaben
- Des Minnesangs Frühling, Band 1: Texte, Herausgegeben von Hugo Moser und Helmut Tervooren, 38. erneut rev. Auflage, Stuttgart 1988, ISBN 3-7776-0448-8.
- Heinrich von Morungen. Lieder. Text, Übersetzung, Kommentar von Helmut Tervooren (= Reclams Universal-Bibliothek; Nr. 9797). 3. bibliographisch erneuerte Ausgabe. Reclam, Stuttgart 2003, ISBN 3-15-009797-5.
- Ingrid Kasten: Deutsche Lyrik des Frühen und Hohen Mittelalters. Edition der Texte und Kommentare von Ingrid Kasten. Übersetzungen von Margherita Kuhn (= Bibliothek des Mittelalters. Bd. 3 = Bibliothek deutscher Klassiker. 129). Deutscher Klassiker Verlag, Frankfurt am Main 1995, ISBN 3-618-66030-8, S. 286–289.

### Forschungsliteratur
- Heinrich von Morungen. In: Sieglinde Hartmann: Deutsche Liebeslyrik vom Minnesang bis zu Oswald von Wolkenstein oder die Erfindung der Liebe im Mittelalter. Wiesbaden 2012, S. 133–150.
- Peter Kesting: Heinrich von Morungen. In: Neue Deutsche Biographie (NDB). Band 8, Duncker & Humblot, Berlin 1969, ISBN 3-428-00189-3, S. 416 f. (Digitalisat).
- Thomas Neukirchen: Zur Edition des Liedes „Mîn liebeste und ouch mîn êrste“ Heinrichs von Morungen (MF 123,10). In: Euphorion 3, 2002, S. 303–320.
- Helmut Tervooren: Heinrich von Morungen. In: Kurt Ruh et al. (Hrsg.): Die deutsche Literatur des Mittelalters. Verfasserlexikon. 2. Auflage. Band 3. de Gruyter, Berlin / New York 1981, ISBN 3-11-008778-2, Sp. 804–815.
- Uwe Meves (Hrsg.): Regesten deutscher Minnesänger des 12. und 13. Jahrhunderts. de Gruyter, Berlin / New York 2005, S. 651–658.
- Horst Brunner: Geschichte der deutschen Literatur des Mittelalters und der Frühen Neuzeit im Überblick (= Reclams Universal-Bibliothek, 17680). 3. Auflage. Reclam, Stuttgart 2013, S. 169–171.
- Achim Diehr: Literatur und Musik im Mittelalter. Eine Einführung. Schmidt, Berlin 2004, S. 119–125.
- Walter Haug: Die Wahrheit der Fiktion. Studien zur weltlichen und geistlichen Literatur des Mittelalters und der frühen Neuzeit. Niemeyer, Tübingen 2003, S. 477–478.
- Elisabeth Schmid: „ich bin iemer ander und niht eine“. Das Ich und das Andere in Morungens Narzisslied. In: Manfred Kern, Cyril Edwards, Christoph Huber (Hrsg.): Das „Narzisslied“ Heinrichs von Morungen. Zur mittelalterlichen Liebeslyrik und ihrer philologischen Erschließung  (= Interdisziplinäre Beiträge zu Mittelalter und Früher Neuzeit. 4). Universitätsverlag Winter, Heidelberg 2015, S. 55–72.
- Valentin Schweiger: Textkritische und chronologische Studien zu den Liedern Heinrichs von Morungen. Dissertation Universität Freiburg i.Br., 1970.

### Film
- Strasse der Troubadoure. Film über die mögliche Indienreise des Heinrich von Morungen von Peter Pannke, Elfi Mikesch, Elke Peters, 58 min., ZDF / Mira Filmproduktion 2002

### Diskografie
- ôwe, sol aber mir iemer mê. In: Franz und Martina Mitterndorfer: Minne und Mäzene. Neue Materialien zur Literatur des Mittelalters. Titel 23. Frogsound, Mauerkirchen 1990.